# 다크 아워 (2011년 영화)
《다크 아워》(영어: The Darkest Hour)는 2011년 공개된 미국의 SF 액션 스릴러 영화이다.

## 출연진
- 에밀 허시 - 숀 역
- 올리비아 설비 - 내털리 역
- 맥스 밍겔라 - 벤 역
- 레이첼 테일러 - 앤 역
- 조엘 키너먼 - 스카일러 역
- 다토 바흐타제 - 세르게이 역
- 고샤 쿠첸코 - 마트베이 역
- 베로니카 베르나츠카야 - 비카 역
- 니콜라이 예프레모프 - 사샤 역
- 표트르 표도로프 - 안톤 역
- 게오르기 그로모프 - 보리스 역
- 아르투르 스몰랴니노프 - 유리 역
- 안나 루다코바 - 테스 역

## 기타 제작진
- 책임 제작: 아넌 밀천
- 공동 제작: 이바 스트로밀로바
- 라인 제작: 찰스 새먼
- 배역: 비너스 카나니, 메리 버뉴
- 의상: 바르바라 아브듀시코